# Campeonato Mundial de Bádminton de 1983
El III Campeonato Mundial de Bádminton se celebró en Copenhague (Dinamarca) en 1983 bajo la organización de la Federación Internacional de Bádminton (IBF) y la Federación Danesa de Bádminton.
Las competiciones se realizaron en la Arena Brøndby de la capital danesa.

## Medallistas
| Evento               | Oro                                                 | Plata                                  | Bronce                                                                            |
| -------------------- | --------------------------------------------------- | -------------------------------------- | --------------------------------------------------------------------------------- |
| Individual masculino | Icuk Sugiarto Indonesia                             | Liem Swie King Indonesia               | Prakash Padukone India Han Jian China                                             |
| Dobles masculino     | Steen Fladberg Jesper Helledie Dinamarca            | Michael Tredgett Martin Dew Inglaterra | Park Joo-Bong Lee Eun-Ku Corea del Sur Christian Hadinata Bobby Ertanto Indonesia |
| Individual femenino  | Li Lingwei China                                    | Han Aiping China                       | Helen Troke Inglaterra Zhang Ailing China                                         |
| Dobles femenino      | Lin Ying Wu Dixi China                              | Nora Perry Jane Webster Inglaterra     | Wu Jianqui Xu Rong China Gillian Clark Gillian Gilks Inglaterra                   |
| Dobles mixto         | Thomas Kihlström · Suecia · Nora Perry · Inglaterra | Steen Fladberg Pia Nielsen Dinamarca   | Michael Tredgett Karen Chapman Inglaterra Jiang Guoliang Lin Ying China           |

## Medallero
| Núm. | País          | Oro | Plata | Bronce | Total |
| ---- | ------------- | --- | ----- | ------ | ----- |
| 1    | China         | 2   | 1     | 4      | 7     |
| 2    | Inglaterra    | 1   | 2     | 3      | 6     |
| 3    | Indonesia     | 1   | 1     | 1      | 3     |
| 4    | Dinamarca     | 1   | 1     | 0      | 2     |
| 5    | Suecia        | 1   | 0     | 0      | 1     |
| 6    | Corea del Sur | 0   | 0     | 1      | 1     |
| 6    | India         | 0   | 0     | 1      | 1     |
|      | TOTAL         | 6   | 5     | 10     | 21    |